# Giovanni Marongiu (1929)
Giovanni Marongiu (Cabras, 11 settembre 1929 – Roma, 10 novembre 1993) è stato un politico italiano. È stato ministro senza portafoglio per gli interventi straordinari nel Mezzogiorno al governo Andreotti VI.

## Opere
- Giuseppe Di Gaspare (a cura di), Il nuovo intervento straordinario per il Mezzogiorno, Milano, F. Angeli, [1988], ISBN 8820430134, LCCN 89208503.
- Gian Candido De Martin (a cura di), Democrazia e amministrazione : in ricordo di Vittorio Bachelet, Milano, Giuffrè, 1992, ISBN 8814038392, LCCN 94186922.
- La Democrazia come problema, I (t. 1,2), II, Bologna, Il Mulino, 1994.